# No te vayas de Navarra
No te vayas de Navarra es un pasodoble, compuesto por Ignacio Román y Rafael Jaén.

## Descripción
Este pasodoble se creó pensando en los intérpretes de jota Jesús y Raúl Anoz, conocidos artísticamente como Hermanos Anoz en el año 1967. Esa misma temporada fue grabada y popularizada por la cantante de copla Marifé de Triana, bajo el sello de Discos Columbia.
La canción de temática amorosa, se ambienta en Pamplona, auténtica protagonista del tema en tiempos de las fiestas de Sanfermines.
Este pasodoble es uno de los más habituales en el repertorio de múltiples orquestas de verbena que amenizan las fiestas de los pueblos de toda España, no obstante, la versión interpretada es la que grabó Marifé de Triana, que mantiene algunas diferencias con la original.
En la letra de Rafael Jaén, el relator es un hombre, pamplonés, que conoce a una sevillana en las fiestas de su ciudad, esta, inicialmente, lo trata con displicencia ("con orgullo, de duquesa, se ofendió cuando la quise convidar") pero acaba rendida a sus encantos ("y al hablarle, con nobleza, en sonrisas se tornó su brusquedad"). En la segunda estrofa, el pamplonés se lamenta de perder a su conquista ("y marchó de la mano de otro querer, en la fiesta navarra de San Fermín"). Finalmente, pide a "su Virgen Macarena" que le "mande otra ilusión". Esta versión, pese a ser la genuina y ofrecer un relato coherente, solo la interpretan los Hermanos Anoz.
Cuando se graba para Marifé de Triana, la relatora se convierte en una mujer y las rigideces de la métrica dan lugar a una narración inverosímil: la sevillana conoce a un requeté (de ahí la "boina roja en la cabeza") la noche del 6 al 7 de julio, el mismo día 7, el carlista se va a correr el encierro a las siete de la mañana, posiblemente, sin dormir, y un toro lo acaba matando ("y cayó bajo el toro como un clavel"). La turista hispalense, en esta versión, le pide, asimismo, a la Virgen Macarena que le busque otro entretenimiento ("a mi Virgen, Macarena, le pedí que me mandara otra ilusión").
- Datos: Q18286259